# Соловьёв, Михаил Михайлович
Михаил Михайлович Соловьев (1905—1990) — советский художник-график, мастер общественно-политических плакатов, заслуженный деятель искусств РСФСР (1977).

## Биография
Родился в 1905 году в Москве. В 1930 году окончил Высшие курсы АХР, где учился у И. И. Машкова, П. П. Соколова-Скаля. Начал свою творческую деятельность как живописец.
Принял участие в крупном советском проекте художественной пропаганды. Решение о создании панорамы «Штурм Перекопа» и четырёх диорам, запечатлевших наиболее значительные эпизоды боёв за Перекоп, было принято осенью 1934 года. К её созданию привлекли ведущих мастеров живописи. Была создана специальная бригада из 11 художников (Г. К. Савицкий, Г. Н. Горелов, В. П. Ефанов, Б. В. Иогансон, В. В. Крайнев, А. Е. Куликов, А. В. Моравов, А. А. Пржецлавский, П. П. Соколов-Скаля, М. М. Соловьёв и Н. П. Христенко) во главе с художником-баталистом М. Б. Грековым. П. П. Соколов-Скаля совместно с М. М. Соловьёвым было поручено работать над диорамой «Первая Конная армия в тылу у Врангеля».
В годы войны активно сотрудничал в «Окнах ТАСС». В послевоенное время, работает в жанре общественно-политического плаката. Заслуженный деятель искусств РСФСР. Сотрудничал с издательствами «Изобразительное искусство», «Изогиз», «Плакат», «Агитплакат».
Постоянный участник зарубежных, всесоюзных и региональных художественных выставок. С 1933 года член Союза художников СССР.

## Основные произведения
- «Слава защитникам Москвы!» (1944),
- «Хорошо трудиться — хлеб уродится!» (1949),
- «Машина кончила работу — прояви о ней заботу!» (1958),
- «Миру — мир!» (1960),
- «Слава Советской Армии!» (1966),
- «На страже мира» (1972),
- «Храню покой страны родной» (1978).